# Tom yum goong
Pour le film thaïlandais de 2005 portant ce nom en version originale, voir L'Honneur du dragon.
Le tom yum goong ou tom yum kung ou tom yam kung (thaï : ต้มยำกุ้ง) est une sorte de tom yum et un plat emblématique de Thaïlande.
Cette soupe mixte aigre-douce inclut des herbes aromatiques traditionnelles de la cuisine thaïlandaise (dont la citronnelle) et des crevettes. C'est le plat le plus connu des étrangers, si bien que les restaurants thaïs du monde entier le proposent.
Elle est citée dans deux articles de CNN comme huitième meilleur plat du monde dans une liste de 2011 et dans un top 20 des meilleures soupes du monde en 2024.
Ce plat est inscrit au patrimoine culturel immatériel sur la liste représentative depuis 2024.
La crise économique de 1997 en Asie du Sud-Est s'est appelée la « crise tom yam kung » parce qu'elle a débuté en Thaïlande.